# Le Pin-Murelet
 Le Pin-Murelet  là một xã thuộc tỉnh Haute-Garonne trong vùng Occitanie tây nam nước Pháp. Xã này nằm ở khu vực có độ cao trung bình 324 mét trên mực nước biển.